# Jože Kovič
Jože Kovič, slovenski gledališki igralec in režiser, * 22. januar 1898, Ljubljana, † 18. julij 1944, Ljubljana. 

## Življenje in delo
Po končani klasični gimnaziji v Ljubljani (1919), se je vpisal na konservatorij in univerzo, a študija ni končal. Kot gledališki igralec se je sam izobraževal, bil večkrat na Dunaju,  Pragi, Berlinu in Hamburgu. V ljubljanski Drami je igral manjše vloge, 1921 pa je odšel v Narodno gledališče v Maribor. Leta 1941 se je pred Nemci umaknil v Ljubljano, kjer je delal v Drami.
V mariborskem gledališču je deloval kot igralec in bil od 1929 glavni režiser. Skrbel je za dramaturgijo, odrski jezik, predvsem pa je gledališče umetniško usmerjal s številnimi režijami v sodelovanju z V. Skrbinškom, R. Pregarcem, B. Gavello in B. Stupico. Bil je vešč in odločen organizator dogajanja na odru in delovanja na gledališča nasploh.